# Parti communiste du Swaziland (2011)
Ne doit pas être confondu avec Parti communiste du Swaziland.
Le Parti communiste du Swaziland (Communist Party of Swaziland, CPS) est un parti politique communiste swatinien, fondé le 9 avril 2011. Le parti a été interdit par le régime du souverain Mswati III, peu après sa fondation, et il est contraint d'opérer clandestinement. Le parti a son siège à Kamhlushwa, en Afrique du Sud,.
Le parti se veut démocratique, non raciste et non sexiste. Le parti a pour but, entre autres, l'autorisation de tous les partis, la fin de l'autocratie monarchique, ou encore le droit des travailleurs de s'organiser en syndicats.
Le parti est actif dans les manifestations d'Eswatini de 2021.